# Глебова, Наталья Владимировна
Наталья Владимировна Глебова (англ. Natalie Glebova, род. 11 ноября 1981 года в Туапсе, Россия) — Мисс Вселенная Канада 2005, Мисс Вселенная 2005.

## Биография
Наталья родилась в городе Туапсе Краснодарского края, РСФСР. До шестого класса училась в Туапсинской средней школе № 6. Изучала классическое фортепиано и закончила музыкальную школу в возрасте 12 лет. Также участвовала и побеждала на различных региональных чемпионатах по ритмической гимнастике.
В 1994 году в возрасте 13 лет вместе с родителями эмигрировала в Торонто, Канада. До конкурса работала моделью и получила степень бакалавра по коммерции, управлению и маркетингу в области информационных технологий в университете Райерсон в Торонто. Также работала мотивационным спикером в начальной и средней школе.
В 2004 году участвовала в конкурсе Мисс Вселенная Канады, где заняла третье место. На следующих соревнованиях в январе 2005 года получила титул Мисс Канада.
Наталья Глебова участвовала в конкурсе Мисс Вселенная 2005, состоявшемся Бангкоке в июне 2005 года, где стала победительницей. Её победа стала второй в истории Канады: в 1982 году на конкурсе Мисс Вселенная победила Карен Диана Болдуин из Лондона, Онтарио.
С 2006 года Наталья живёт в Бангкоке (Таиланд). Она является основателем и президентом компании Fah Glebova International.
29 ноября 2007 года вышла замуж за известного тайского теннисиста Парадорна Шричапана. Свадьба состоялась в Бангкоке. 25 февраля 2011 года пара заявила о своём разводе.
9 апреля 2016 года у Глебовой и Дина Келли, Мистера Панамы 2001, родилась дочь Майя Келли Глебова.